# 詹姆斯·内史密斯
詹姆斯·霍尔·内史密斯（英語：James Hall Nasmyth，1808年8月19日—1890年5月7日），苏格兰工程师、艺术家、发明家。因发明汽锤而知名。